# Stazione di Cuma
La stazione di Cuma è una stazione ferroviaria posta sulla Ferrovia Circumflegrea gestita dall‘Ente Autonomo Volturno. È ubicata in Vecchia Cuma nel comune di Pozzuoli.

## Dati ferroviari
La stazione è dotata di un binario.

## Movimento passeggeri
Il traffico passeggeri era buono quando la tratta conclusiva della Circumflegrea Licola - Torregaveta era attiva.
Attualmente le stazioni di Lido Fusaro, Marina di Licola e Cuma sono chiuse definitivamente.